# Sphaerococcus casuarinae
Sphaerococcus casuarinae är en insektsart som beskrevs av William Miles Maskell 1892. Sphaerococcus casuarinae ingår i släktet Sphaerococcus och familjen ullsköldlöss. Inga underarter finns listade i Catalogue of Life.